# Nuoto ai XIX Giochi del Mediterraneo - 50 metri rana maschili
La gara dei 50 metri rana maschili ai XIX Giochi del Mediterraneo si è svolta il 2 luglio 2022. Al mattino si sono svolte le batterie, mentre la finale si è disputata nel pomeriggio.

## Podio
| Pos. | Atleta             | Nazione  |
| ---- | ------------------ | -------- |
|      | Fabio Scozzoli     | Italia   |
|      | Hüseyin Emre Sakçı | Turchia  |
|      | Peter John Stevens | Slovenia |

## Record
Prima della manifestazione il record del mondo (RM) e il record dei Giochi del Mediterraneo (RG) erano i seguenti.
|  | 25"95 | Adam Peaty        | 25 luglio 2017 Budapest |
|  | 27"22 | Alessandro Terrin | 1º luglio 2009 Pescara  |

Durante la competizione è stato migliorato il seguente record:
|  | 27"17 | Fabio Scozzoli |
|  | 26"97 | Fabio Scozzoli |

## Risultati

### Batterie
| Pos. | Batteria | Corsia | Atleta                   | Nazionalità | Tempo | Note |
| ---- | -------- | ------ | ------------------------ | ----------- | ----- | ---- |
| 1    | 2        | 4      | Fabio Scozzoli           | Italia      | 27"17 | Q,   |
| 2    | 3        | 4      | Hüseyin Emre Sakçı       | Turchia     | 27"46 | Q    |
| 3    | 1        | 5      | Konstantinos Meretsolias | Grecia      | 27"65 | Q    |
| 4    | 1        | 4      | Peter John Stevens       | Slovenia    | 27"70 | Q    |
| 5    | 3        | 5      | Berkay Öğretir           | Turchia     | 27"80 | Q    |
| 6    | 2        | 5      | Alessandro Pinzuti       | Italia      | 27"82 | Q    |
| 7    | 3        | 3      | Melvin Maillot           | Francia     | 28"12 | Q    |
| 8    | 2        | 3      | Julien Valour            | Francia     | 28"50 | Q    |
| 9    | 1        | 6      | Alexis Santos            | Portogallo  | 28"65 |      |
| 10   | 2        | 6      | Savvas Thomoglou         | Grecia      | 28"68 |      |
| 11   | 2        | 7      | Patrick Pelegrina        | Andorra     | 28"85 |      |
| 12   | 2        | 2      | Moncef Aymen Balamane    | Algeria     | 28"90 |      |
| 13   | 3        | 2      | Francisco Quintas        | Portogallo  | 28"91 |      |
| 14   | 1        | 3      | Panayiotis Panaretos     | Cipro       | 29"01 |      |
| 15   | 3        | 6      | Markos Iakovidis         | Cipro       | 29"03 |      |
| 16   | 3        | 7      | Giacomo Casadei          | San Marino  | 29"49 |      |
| 17   | 1        | 2      | Youcef Bouzouia          | Algeria     | 30"48 |      |

### Finale
| Pos. | Corsia | Atleta                   | Nazionalità | Tempo | Note |
| ---- | ------ | ------------------------ | ----------- | ----- | ---- |
|      | 4      | Fabio Scozzoli           | Italia      | 26"97 |      |
|      | 5      | Hüseyin Emre Sakçı       | Turchia     | 27"00 |      |
|      | 6      | Peter John Stevens       | Slovenia    | 27"46 |      |
| 4    | 7      | Alessandro Pinzuti       | Italia      | 27"55 |      |
| 5    | 3      | Konstantinos Meretsolias | Grecia      | 27"93 |      |
| 6    | 2      | Berkay Öğretir           | Turchia     | 28"00 |      |
| 7    | 8      | Julien Valour            | Francia     | 28"28 |      |
| 8    | 1      | Melvin Maillot           | Francia     | 28"33 |      |